# Cees Werkhoven
Cees Werkhoven (1932 - Nieuwegein, 18 augustus 2019) was een Nederlands ondernemer en sportbestuurder, die van 1976 tot 1981 voorzitter was van betaaldvoetbalclub FC Utrecht.

## Carrière
Werkhoven was eigenaar van een vloerenbedrijf toen hij in 1976 Theo Brouwer opvolgde als voorzitter van de Utrechtse club. Zijn komst leidde een bewogen periode in: zo was hij mede verantwoordelijk voor de bouw van stadion Nieuw Galgenwaard en werd in het seizoen 1980-1981 de derde positie en daarmee Europees voetbal behaald. Daar tegenover stonden wel de opkomst van het hooliganisme binnen de achterban van de club, waar Werkhoven de controle over verloor, en financiële problemen. Deze problematiek werd voor een groot deel veroorzaakt door de voorzitter zelf, die Utrecht meesleept in een zwart geld-schandaal. Hierdoor moesten spelers van de hoofdmacht op een gegeven moment zelfs langs de deuren om geld en handtekeningen te collecteren, en was het de gemeente die uiteindelijk redding bracht. Werkhovens positie werd onhoudbaar, en in 1981 werd hij opgevolgd door Willem Kernkamp.
Hij overleed in augustus 2019 op 87-jarige leeftijd.